# باولو سيزار أرودا بارينت
باولو سيزار أرودا بارينت (بالبرتغالية: Paulo César Arruda Parente‏) هو لاعب كرة قدم برازيلي في مركز الدفاع، ولد في 26 أغسطس 1978 في أوساسكو في البرازيل. شارك مع منتخب البرازيل لكرة القدم. أما مع النوادي، فقد لعب مع باريس سان جيرمان وبوتافوغو ريغاتاس وغراميو اساسكو اوداكس اسبورت كلوب ونادي تولوز ونادي سانتوس ونادي ساو كايتانو ونادي فاسكو دا غاما ونادي فلامنغو ونادي فلومينينسي ونادي فيتوريا ونادي فيلا نوفا.

## وصلات خارجية
- باولو سيزار أرودا بارينت على موقع رابطة كرة القدم الفرنسية للمحترفين (الإنجليزية)
- باولو سيزار أرودا بارينت على موقع إي إس بي إن إف سي (الإنجليزية)
- باولو سيزار أرودا بارينت على موقع قاعدة بيانات كرة القدم.إي يو (الإنجليزية)
- باولو سيزار أرودا بارينت على موقع بيانات كرة القدم. دي إي (الألمانية)
- باولو سيزار أرودا بارينت على موقع ليكيب (الفرنسية)
- باولو سيزار أرودا بارينت على موقع Soccerway.com (الإنجليزية)
- باولو سيزار أرودا بارينت على موقع عالم كرة القدم.نت (الإنجليزية)